# Alkgebirge
Das Alkgebirge ist ein in nordsüdlicher Richtung verlaufender Höhenzug im westlichen Samland nordwestlich Königsberg im heutigen Oblast Kaliningrad, dem vormaligen deutschen Ostpreußen.

## Geologie
Das Alkgebirge ist Teil der Samländischen Anhöhe (Sambijskaja vozvyschennost). Das Alkgebirge beginnt mit dem Kleinen Gebirge nördlich von Regehnen (Dubrowka)
ein Endmoränenbogen. Im nördlichen Teil ist das Alkgebirge eine typische Grundmoräne, im südlichen Teil besteht es aus sandig-kiesigem Endmoränenmaterial. Dort bildet südöstlich von Kumehnen (Kumatschowo) der bekannte Galtgarben eine steile Erhebung (111 m).